# الیور ۲۱۷۷
سیارک ۲۱۷۷ (به انگلیسی: 2177 Oliver، نامگذاری:6551P-L) دو هزار و صد و هفتاد و هفتمین سیارک کشف شده‌است که در ۲۴ سپتامبر ۱۹۶۰ کشف شد.
قدر مطلق سیارک برابر ۱۱٫۳۰ است.